# Gordona
Gordona est une commune italienne de la province de Sondrio dans la région Lombardie, qui comprend Menarola.

## Administration
| Période                                  | Période | Identité | Étiquette | Qualité |
| ---------------------------------------- | ------- | -------- | --------- | ------- |
|                                          |         |          |           |         |
| Les données manquantes sont à compléter. |         |          |           |         |

### Communes limitrophes
Camagna Monferrato, Livo (Côme), Menarola, Mese, Prata Camportaccio, Samolaco